# Dimenhydrynat
Dimenhydrynat (łac. Dimenhydrinatum) – złożony organiczny związek chemiczny, sól difenhydramoniowa 8-chloroteofiliny (chlorowej pochodnej teofiliny). Stosowany jako lek przeciwhistaminowy; wykazuje działanie przeciwwymiotne i antycholinergiczne. Stosowany głównie jako środek przeciwko chorobie lokomocyjnej w celu zapobiegania nudnościom i wymiotom.

## Użycie medyczne
Dimenhydrynat stosowany jest w celu zapobiegania nudnościom, w zaburzeniach błędnikowych (m.in. choroba lokomocyjna) oraz po znieczuleniu ogólnym i elektroterapii. Podawany doustnie lub domięśniowo. Maksymalna dawka dobowa nie powinna przekroczyć 400 mg. Wchodzi w interakcje z alkoholem i innymi substancjami działającymi depresyjnie na OUN, wykazując synergizm.
Do działań niepożądanych zalicza się zawroty, bóle głowy, senność lub bezsenność, biegunkę lub zaparcie, zmęczenie, trudności w oddawaniu moczu, suchość w ustach, nudności, wymioty, zaburzenia widzenia, halucynacje.
Po przyjęciu dimenhydrynatu nie wolno kierować pojazdami mechanicznymi.

## Użycie pozamedyczne
Dimenhydrynat przekracza barierę krew-mózg i działa depresyjnie na ośrodkowy układ nerwowy, powodując w dawkach od 400 mg majaczenie i omamy. Wykazuje działanie typowe dla deliriantów. Po zażyciu wspomnianej dawki możliwe jest zapadnięcie w długi sen, trwający nawet dobę. Skutki uboczne są jednak na tyle nieprzyjemne, że duża część użytkowników deklaruje niechęć wobec substancji.
Z powodu nadużywania dimenhydrynatu, polskie Ministerstwo Zdrowia w roku 2009 zaproponowało wycofanie ze sprzedaży poza aptekami preparatu Aviomarin.

## Preparaty zawierające dimenhydrynat
Preparaty dostępne w Polsce (stan na 2023 r.):
- Preparaty proste: Aviomarin i Mobillek
- Preparaty złożone: 
  - dimenhydrynat + cynaryzyna: Arlevert, Artigo i Symtiver
  - dimenhydrynat + kofeina: Aviorexan